# Mrs. LeTare Lets Apartments
Mrs. LeTare Lets Apartments è un cortometraggio muto del 1913 diretto da W.P. Kellino.

## Trama
Una padrona di casa affitta le sue camere a un attore tragico, a degli acrobati e a dei cani.

## Produzione
Il film fu prodotto dalla EcKo.

## Distribuzione
Distribuito dalla Universal Pictures, il film - un cortometraggio di 91,4 metri - uscì nelle sale cinematografiche britanniche nel giugno 1913.